# Ромазанов, Сергей Николаевич
Ромазанов Сергей Николаевич (25 октября 1901 — 3 декабря 1979)  — политработник Вооружённых сил СССР, генерал-лейтенант авиации (27.06.1945).

## Гражданская война
Родился в селе Лабитово.
Призван в РККА Мелекессским районным военным комиссариатом, Куйбышевской области, в августе 1919 года.
Член ВКП(б) с апреля 1920 года.
1920 год -Польский фронт,  44-я Киевская Краснознамённая стрелковая дивизия (44 кксд)
Ранен в ногу 1920 году.

## Межвоенное время
- 1922 год - окончил полуторогодичную переподготовку политсостава на курсах имени Ф.Энгельса в Петрограде[1].
- 1924–27 годы - Туркестанский фронт — Восточная Бухара (борьба с басмачеством в Таджикистане)[3]
- 1923–24 годы - Депутат Петроградского Совета[1].
- 1934 год - окончил лётную школу[1].
- 1937 год - окончил курсы переподготовки при Военно-воздушной академии Рабоче-Крестьянской Красной Армии имени профессора Н.Е.Жуковского в Москве[1].
- 1939 год - воевал с японскими милитаристами на реке Халхин-Гол[1].
- 1941 год - Слушатель Высших курсов переподготовки политического состава (политсостава), город Москва[1].

## Великая Отечественная война
Август 1941 года — май 1942 года — военный комиссар (военком) (должность) (до 9 октября 1942 года) военно-воздушных сил (ВВС) Брянского фронта ВВС РККА ВС СССР, полковой комиссар (воинское звание), член Военного Совета Фронта.
Из воспоминаний Героя Советского Союза, генерал-полковника авиации Ф. П. Полынина, «Боевые маршруты»:

В тот день, когда столкнулись два самолёта, на аэродром чуть раньше нас с Вихоревым прибыл незнакомый мне полковой комиссар. Был он невысок ростом, крепко сложён. Впервые я увидел его на командном пункте, когда вошёл туда после катастрофы машин. Настроение, конечно, было скверное.
 — А вы кто такой? — сгоряча напустился я на полкового комиссара. — На аэродроме такие безобразия, а вы здесь прохлаждаетесь.
Тот поднялся и доложил:
 — Военный комиссар ВВС Брянского фронта Ромазанов.
 — Как комиссар? — недоуменно переспрашиваю его. — У меня есть комиссар, Вихорев.
Тогда он спокойно достает из кармана предписание и подает его. Читаю: «Полковой комиссар Ромазанов Сергей Николаевич назначен…» Штамп и печать Главного политического управления. Подпись: Л. Мехлис. Все по закону.
 — Какое-то недоразумение, — говорю Ромазапову. — Направляйтесь в политуправление фронта и уточните, кому из вас быть комиссаром.
Мы с Вихоревым знали друг друга давно, успели хорошо сработаться, и, честно говоря, не хотелось, чтобы его место занял кто-то другой. Но пришлось подчиниться приказу. Вихорев уехал в Москву, в Главное политическое управление, и был потом направлен на Западный фронт. Ромазанов же остался у нас. Он оказался не менее достойным человеком, добрым боевым товарищем и рассудительным политическим руководителем. Поэтому мы быстро нашли с ним общий язык. Так же, как и Вихорев, оп вникал во все детали боевой работы, доходил до каждого человека, не раз проявлял личную отвагу и мужество.
Получаем как-то телефонограмму: в ваше распоряжение передается один из батальонов аэродромного обслуживания. Ждём-ждём, а его все нет. А он до зарезу нам нужен. В той обстановке всякое могло случиться. Колонна могла попасть под бомбёжку, нарваться на вражеские танки, наконец, заблудиться в Брянских лесах.
 — Давайте я его разыщу, — просто, без всякой рисовки предложил Ромазанов. — А, кстати, в пути познакомлюсь с людьми батальона. Ведь в прошлом-то я лётчик-наблюдатель.
Вылетел он на связном самолёте, долго кружил над Брянскими лесами и нашёл-таки.
 — Как же вам удалось? — спрашиваю Сергея Николаевича. — Ведь колонна, наверняка, маскировалась.
 — По клубной машине, — отвечает Ромазанов. — Снизился над одной из прогалин, вижу под деревом автомобиль с громкоговорителем. А такие установки имеются только в батальонах. Сел поблизости. Точно. Тот самый батальон оказался.
Ромазанов переночевал в БАО, а на следующее утро вернулся. К исходу дня пожаловали и подразделения батальона.— 
Май 1942 года — член Военного совета, военный комиссар Брянского фронта (05 мая 1942 года — до конца войны), 2-й Воздушной Армии (2ВА) Вооружённых Сил СССР, бригадный комиссар, Генерал-майор авиации, звание присвоено 20 декабря 1942 года, Указ № 1988.

Однажды, когда мы освобождали Харьков, части инспектировал заместитель командующего 2-й воздушной армией по политчасти генерал-майор авиации Сергей Николаевич Ромазанов. В то время, когда он был на аэродроме, приземлилась группа истребителей. А один самолёт остался в воздухе и проделал такой каскад фигур высшего пилотажа на низкой высоте, что у некоторых гостей, как говорится, дух захватило.
 — У него что — задание пилотировать над аэродромом? — со строгими нотками в голосе спросил Ромазанов комдива.
 — Наши истребители сегодня сбили много фашистских самолётов, — стушевался комдив, — вот он и дает знать о победе. Да и сам он, наверное, угрохал пару — тройку гитлеровцев. Шутт с пустыми руками никогда не возвращается.
 — Ну раз так, пусть салютует, — увидев с какой гордостью наблюдают за своим товарищем лётчики, сказал генерал. — Хотелось бы с вашим Шуттом познакомиться поближе. Вижу, что он пилот высшего класса.
Награждён орденом Б. Хмельницкого 1-й степени — 25 августа 1944 года.
Из воспоминаний Крайнюкова К. В., «Оружие особого рода», Мемуары, 60 лет Победе:

Это означало, что 1 956 боевых самолётов 2-й воздушной армии увеличат ударную огневую силу и боевую мощь войск фронта.
 — Почти две тысячи боевых самолётов, не считая транспортных, — с гордостью говорил мне заместитель командующего 2-й воздушной армией по политической части генерал С. Н. Ромазанов. — А ведь летом сорок второго года, когда была организована армия, в ней насчитывалось всего лишь триста семьдесят четыре самолёта. Причем одну треть из них составляли машины устаревших конструкций. К началу контрнаступления советских войск под Курском вторая воздушная армия имела семьсот сорок восемь самолётов, а под Киевом — около семисот. Как быстро умножилась наша воздушная мощь!
Чувствовалось, что Сергей Николаевич Ромазанов. свободно оперировавший цифрами, хорошо знает свою армию, её историю. Он обладал богатым боевым опытом, сражался на фронтах гражданской войны, громил басмачей, воевал с японскими милитаристами на Халхин-Голе и с первых дней Великой Отечественной войны находился на фронте. Я всегда с уважением относился к этому заслуженному и опытному политработнику.
С лета 1945 года - заместитель начальника штаба Военно-воздушных сил СССР политотдела на Дальневосточном фронте.

## Послевоенное время
Генерал-лейтенант авиации, звание присвоено 27 июня 1945 года, Указ № 1511.
1947-1959 годы - член Военного Совета ВВС Дальневосточного, Бакинского округов противовоздушной обороны и Авиации дальнего действия СССР.
Умер 3 декабря 1979 года в Москве. Похоронен на Даниловском кладбище.

## Награды
- два ордена Ленина  (21.02.1945[9], 06.05.1945[10])
- Орден Красного Знамени, от имени Президиума Верховного Совета Союза ССР (ПВС СССР), приказ войскам Брянского Фронта № 3 от 10 ноября 1941 г.;[3]
- Орден Красного Знамени[11]
- Орден Красного Знамени (03.11.1944)[9];
- Орден Красного Знамени (15.11.1950)[9];
- Орден Красного Знамени (28.10.1967)[12];
- Орден Богдана Хмельницкого 1 степени, 25 августа 1944 года;[7]
- Орден Суворова 2 степени (06.04.1945)[13];
- Медаль «XX лет Рабоче-Крестьянской Красной Армии»[4]
- Именными часами Туркестанской Автономной Советской Социалистической Республики (ТАССР), за личную храбрость в бою против Абдуллабея[4];

## Память
- В городе Семилуки, Воронежская область, м-н «Берёзки», есть улица Ромазанова, названная в честь С. Н. Ромазанова.

## Статьи
- Годы и люди., «Вестник Воздушного Флота», 1955 год, № 12, стр. 64-70;
- Сборник: Звезды на крыльях (Воспоминания ветеранов советской авиации).., М., Воениздат, 1959 год, 312 стр.